# Stephanie Brown Trafton
Stephanie Karenmonica Brown Trafton (Arroyo Grande, 1 de dezembro de 1979) é uma atleta norte-americano especialista no lançamento de disco. Foi campeã olímpica da prova nos Jogos Olímpicos de 2008, em Pequim.

## Carreira
Brown Trafton competiu na seletiva americana para os Jogos Olímpicos de 2004 em Sacramento, Califórnia, tanto no arremesso de peso quanto no lançamento de disco. Sua melhor marca no disco foi de 192 pés (58,52 metros). No primeiro arremesso da final do disco, Brown fez sua melhor marca pessoal até então, superando o índice A para as Olimpíadas, e se classificou para sua primeira competição olímpica.
Em agosto de 2004, competiu nos Jogos de Atenas, e sua melhor marca na fase de qualificação não foi suficiente para avançar as finais e finalizou na 22ª colocação.
Mesmo pressionada pela mídia americana por um resultado de medalha nos Jogos Olímpicos seguintes, em Pequim, Brown Trafton foi para Pequim com uma possibilidade razoável de vencer. Ela tinha executado o segundo melhor arremesso do ano de 2008, e tinha aumentado progressivamente seu recorde pessoal em mais de 4 m durante a temporada.
O primeiro de seus seis lançamentos demonstrou a sua superioridade com relação às concorrentes em Pequim. Com 64,74 m, ela melhorou sua marca pessoal em quase dois metros. Ela queimou seu segundo e terceiro lançamento para, em seguida, fazer a marca de 58,39 m e 61,30 m nos dois seguintes. Nem foi necessário o sexto arremesso para ela garantir a medalha de ouro, já que suas duas rivais mais próximas não conseguiram melhorar suas marcas.